# Marie-Line Leblanc
Pour les articles homonymes, voir Leblanc.
Marie-Line Leblanc, née aux Îles-de-la-Madeleine en 1983, est une artiste et chercheuse québécoise en arts visuels.

## Biographie
Elle a fait ses études en arts plastiques au Cégep Saint-Laurent, est bachelière en Arts visuels et histoire de l'art de l'Université Concordia et détient une Maitrise interdisciplinaire en arts de l'Université Laval. Vivant et travaillant en alternance entre les Îles-de-la-Madeleine et l'Île de Montréal, elle est aussi enseignante en Arts, Lettres et communication au campus des Îles-de-la-Madeleine et de Carleton-sur-mer. 
Reconnue comme une artiste interdisciplinaire, elle développe une approche personnelle de la peinture abstraite notamment sous l'enseignement de l'artiste Françoise Sullivan (Université Concordia) et où l'estampe, la peinture, la photographie et le dessin sont les moyens d'expression qu'elle privilégie et combine.
Depuis plus de dix ans, elle a pris part à une trentaine d’expositions, en plus de collaborer avec l'Orchestre métropolitain de Montréal et le Fonds Casse-Noisette pour enfants des Grands Ballets Canadiens de Montréal.
Elle est récipiendaire de plusieurs prix et honneurs, où le Conseil des arts et des lettres du Québec lui décerne le Prix du CALQ - Œuvre de l'année aux Îles-de-la-Madeleine en 2019, pour son projet Fixity and flow qui s’inscrit dans les Island Studies : un ensemble d’interventions axé sur la spécificité des lieux, que l’artiste élabore depuis 2015.

## Bourses
- Fonds québécois de recherche en culture et société (2012)
- Conseil des arts et des lettres du Québec (2011-2012)

## Œuvres

### Collaborations
- 2016 - Lignes de désir : Enquête géopoétique de nos voisinages, en collaboration avec Sara Dignard (événement-résidence le chant des pistes)[3],[4]
- 2019 - Fixity and Flow (ordre et mouvement) : Livre d'artistes auto-édité en collaboration avec la designer graphique Élise Eskanazi[2]

### Peinture
- 2009 - 2012 : Marines contemporaines
- 2011 et 2015 : Poésies insulaires
- 2019 : Impromptu 4[5]

### Sérigraphie
- The city I wrecked in (La ville où je me suis échouée), 2006, 23 cm x 51 cm [1]

## Prix et honneurs
- 2014 - finaliste au prix Éloize - catégorie Artiste de l'Acadie du Québec[6]
- 2016 - finaliste au prix Éloize - catégorie Artiste de l'Acadie du Québec[7]
- 2019 - Prix du Conseil des arts et des lettres du Québec - Œuvre de l'année aux Îles-de-la-Madeleine[2]